# Gloria Stuart
Gloria Stuart, właściwie Gloria Frances Stewart (ur. 4 lipca 1910 w Santa Monica, zm. 26 września 2010 w Los Angeles) – amerykańska aktorka filmowa i teatralna.

## Życiorys
Studiowała na Uniwersytecie Kalifornijskim w Berkeley. W roku 1932 podpisała kontrakt z Universal Studios, później z 20th Century Fox, dzięki czemu do końca dekady na jej koncie znajdowało się ponad czterdzieści ról m.in. w filmach: Roman Scandals (1933), Niewidzialny człowiek (1933), Pocałunek przed lustrem (1933) czy Poszukiwaczki złota (1935). W latach czterdziestych zajmowała się pracą w Screen Actors Guild oraz rozwijaniem talentu malarskiego. Do aktorstwa wróciła w 1975 rolą w filmie TV The Legend of Lizzie Borden. Natomiast jej powrotem na duży ekran był film Mój najlepszy rok z 1982 roku.
W roku 1997 wystąpiła w produkcji Titanic, grając sędziwą Rose Dawson Calvert, główną bohaterkę (którą jako młodą kobietę odtwarzała Kate Winslet). Rola ta przyniosła jej nominację do Oscara w kategorii najlepsza aktorka w roli drugoplanowej.
W wieku 70 lat zachorowała na raka piersi. Przeszła chirurgiczny zabieg usunięcia guza piersi oraz radioterapię. Leczenie zakończyło się całkowitym sukcesem. Od osiągnięcia pełnoletniości paliła papierosy. W wieku 94 lat zdiagnozowano u niej raka krtani. Przechodziła radioterapię, jednak mimo niepomyślnych efektów jej stan zdrowia był dość dobry. Gloria Stuart ze względu na swoje pogarszające się zdrowie powoli i stopniowo przestała grać w filmach. Zmarła w wieku 100 lat z powodu raka płuc oraz niewydolności oddechowej. Została skremowana, a jej prochy przekazano rodzinie.

## Życie prywatne
Była dwukrotnie zamężna – jej mężami byli Blair Gordon Newell (1930–1934) i Arthur Sheekman (1934–1978; do jego śmierci, na zawał serca).

## Filmografia

### Scenografia
- 1979: Two Worlds of Jennie Logan

### Aktorka
- 2004: Kraina obfitości
- 2003: Cuda jako Rosanna Wye
- 2001: Napisała: Morderstwo jako Eliza Hoops
- 2000–2002: Invisible Man jako Madeline Fawkes
- 2000: My Mother, the Spy jako babcia
- 2000: Million Dollar Hotel jako Jessica
- 1999: List miłosny jako Eleanor
- 1999: Titanic Chronicles jako pani Helen Bishop
- 1997: Titanic jako Rose Dawson Calvert
- 1994–2003: Dotyk anioła jako Grams
- 1988: W poszukiwaniu prawdy jako Gertrude
- 1986: Dzikie koty jako pani Connoly
- 1984: Mass Appeal jako pani Curry
- 1984–1996: Napisała: Morderstwo jako Edna Jarvis
- 1983: Manimal jako Bag Lady
- 1982: Mój najlepszy rok jako pani Horn
- 1975: Legend of Lizzie Borden jako klientka sklepu
- 1972–1981: Waltonowie jako sprzedawczyni
- 1963: Szpital miejski jako Catherine
- 1946: She Wrote the Book jako Phyllis Fowler
- 1944: Enemy of Women jako Bertha
- 1944: Whistler jako Alice Walker
- 1943: Here Comes Elmer jako Glenda Forbes
- 1939: Winner Take All jako Julie Harrison
- 1939: It Could Happen to You jako Doris Winslow
- 1939: Trzej muszkieterowie jako królowa Anna Austriaczka
- 1938: Change of Heart jako Carol Murdock
- 1938: Słowiczek jako Gwen Warren
- 1938: Keep Smiling jako Carol Walters
- 1938: Island in the Sky jako Julie Hayes
- 1938: Lady Objects jako Ann Adams
- 1938: Time Out for Murder jako Margie Ross
- 1937: Life Begins in College jako Janet O’Hara
- 1937: Dama ucieka jako Linda Ryan
- 1937: Girl Overboard jako Mary Chesbrooke
- 1936: Więzień na wyspie rekinów jako pani Peggy Mudd
- 1936: 36 Hours to Kill jako Anne Marvis
- 1936: Mała biedna dziewczynka jako Margaret Allen
- 1936: Crime of Dr. Forbes jako Ellen Godfrey
- 1936: Wanted: Jane Turner jako Doris Martin
- 1936: Girl on the Front Page jako Joan Langford
- 1935: Poszukiwaczki złota 1935 jako Ann Prentiss
- 1935: Professional Soldier jako hrabina Sonia
- 1935: Maybe It’s Love jako Bobby Halevy
- 1935: Laddie jako Pamela Pryor
- 1934: Symfonia życia jako Lucy Tarrant Hausmann
- 1934: Nadchodzi Navy jako Dorothy "Dot" Martin
- 1934: Gift of Gab jako Barbara Kelton
- 1934: I’ll Tell the World jako Jane Hamilton
- 1934: Love Captive jako Alice Trask
- 1934: I Like It That Way jako Anne Rogers
- 1933: Secret of the Blue Room jako Irene von Helldorf
- 1933: It’s Great to Be Alive jako Dorothy Wilton
- 1933: Laughter in Hell jako Lorraine
- 1933: Girl in 419 jako Mary Dolan
- 1933: Pocałunek przed lustrem jako pani Bernsdorf
- 1933: Private Jones jako Mary Gregg
- 1933: Sweepings jako Phoebe
- 1933: Roman Scandals jako księżniczka Sylvia
- 1933: Niewidzialny człowiek jako Flora Cranley
- 1932: Boczna ulica
- 1932: Airmail jako Ruth Barnes
- 1932: All-American jako Ellen Steffens
- 1932: Street of Women jako Doris „Dodo” Baldwin
- 1932: Stary mroczny dom jako Margaret Waverton